# Parc naturel de Gaume

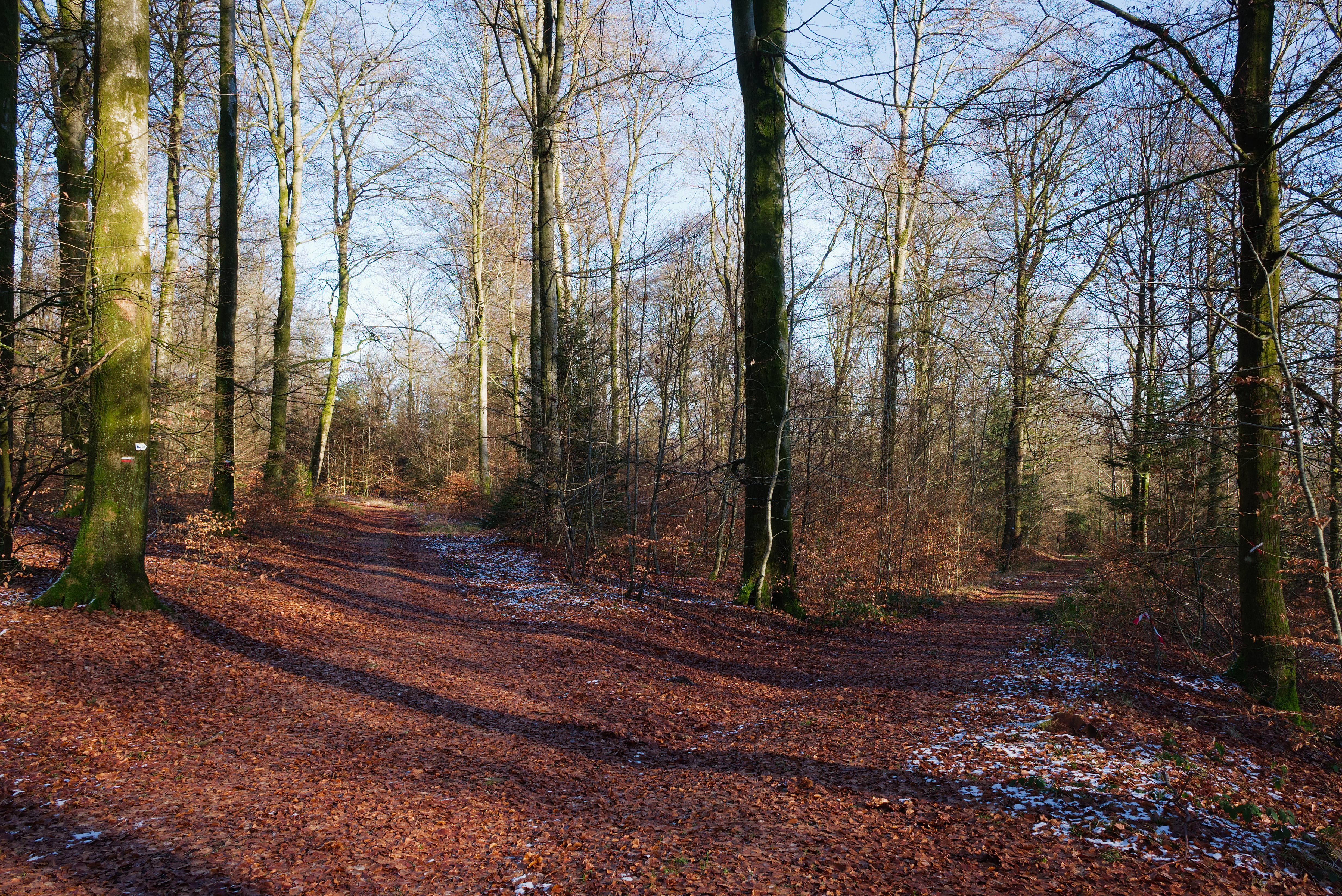
Sentiers de promenades à Florenville

Le Parc naturel de Gaume est un parc naturel de Belgique, en Région wallonne, créé par l'arrêté du Gouvernement wallon du 18 décembre 2014. 
D'une surface de 58 104 hectares, il couvre le territoire des communes d'Aubange (sections de Rachecourt et Halanzy), d'Étalle, de Florenville, de Meix-devant-Virton, de Musson, de Rouvroy, de Saint-Léger, de Tintigny et de Virton.

## Rôle et objectif
Le parc naturel vise à valoriser l’identité territoriale et ses ressources naturelles et humaines. Il doit améliorer la cohésion sociale et la qualité de vie dans les villages. Il fait circuler l’information, coordonne les initiatives, fédère certaines actions.
Il veut aussi transmettre aux jeunes la possibilité de vivre et de travailler en Gaume, par le biais d’outils de production et de la transmission des savoir-faire de notre région. Il aide les porteurs de projets dans leurs démarches, mutualise les moyens, les conseils.
Enfin, il cherche à sensibiliser le public aux différentes richesses naturelles, culturelles et autres de la région.